# Hilarempis inops
Hilarempis inops är en tvåvingeart som beskrevs av Collin 1933. Hilarempis inops ingår i släktet Hilarempis och familjen dansflugor. Inga underarter finns listade i Catalogue of Life.